# Argeșelu, Argeș
Argeșelu (în trecut, Ciumești) este un sat în comuna Mărăcineni din județul Argeș, Muntenia, România.